# II. Gaspard de Coligny

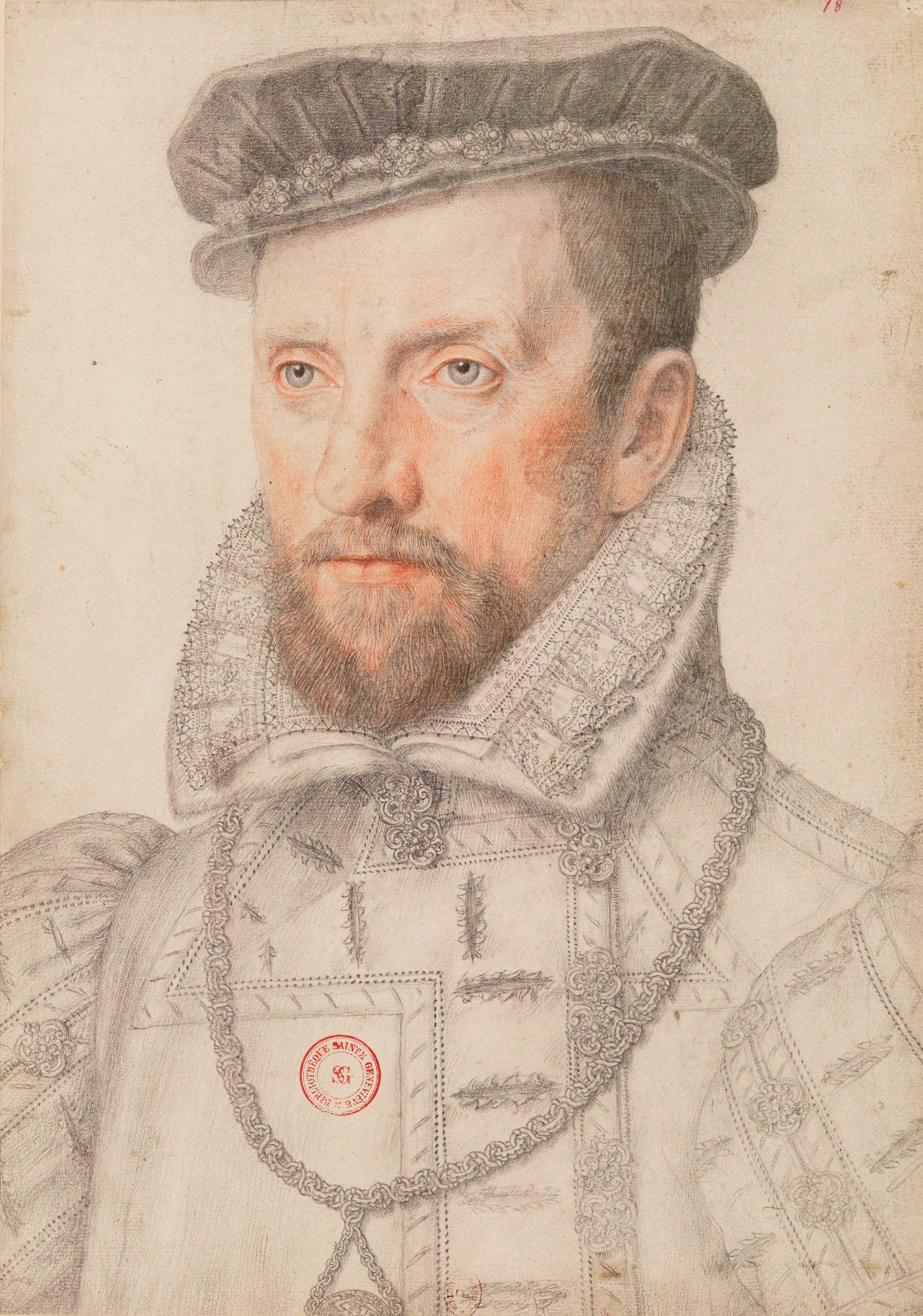
Coligny admirális portréja

II. Gaspard de Coligny, gyakran csak Coligny admirális (Châtillon-sur-Loing (Centre-Val de Loire), 1519. február 16. – Párizs, 1572. augusztus 24.) Franciaország admirálisa, Coligny-le-Neuf első grófja, többek között Beaupont, Beauvoir, Montjuif, Roissiat és Chevignat bárója, Châtillon hűbérura, a francia protestantizmus egyik kiemelkedő alakja volt. A vallásháborúk során a hugenotta tábor egyik fővezére volt Condé hercege mellett. Szent Bertalan éjszakáján gyilkolták meg.

## Származása, ifjúsága
I. Gaspard de Coligny, I. Ferenc marsallja és Louise de Montmorency, Anne de Montmorency connétable húgának gyermeke volt. Fivérei szintén a hugenotta tábor jeles alakjai voltak: François d’Andelot öccse szintén hadvezérként jeleskedett, Odet bátyja pedig bíborosi rangját feladva lett a reformáció híve.
Atyja 1522-ben hunyt el, így a négy fiúgyermek – a legidősebb, Pierre, fiatalon halt meg 1528-ban – felnevelése édesanyjára hárult. Az ifjú Gaspard a híradások szerint nagyon kedvelte a háborúsdit. Nevelője, Nicolas Bérault humanista volt, aki Rotterdami Erasmusszal és Guillaume Budével is levelezésben állt. A hét szabad művészet mellett az udvari életre is felkészítették (többek között a jeu de paume-ra), illetve a katonai képzésre is nagy hangsúlyt fektettek. Egy kiszolgált katona, Guillaume de Prunelay oktatta a Coligny-fiakat vívásra és lovaglásra. Az unokaöccsei neveltetését figyelemmel kísérő Montmorency connétable különösen meg volt elégedve az egyházi pályára szánt Gaspard latin nyelvtudásával. Az ifjú azonban katonai pályára akart lépni, így bátyját, Odet-t szentelték pappá.
1530-ban édesanyjukat Ausztriai Eleonóra királyné udvarhölgyévé tették, így csatlakoztak a sokat utazó udvarhoz. A Coligny-fiak további, a király gyermekeivel együtt folytatott tanulmányaikat Guillaume du Maine, Beaulieu apátja felügyelete alatt folytatták. Felnőve meglehetős közkedveltségnek örvendtek, így nagybátyjuk, a connétable kegyvesztettsége 1541-ben nem befolyásolta udvarbeli helyzetüket.

## Egy sikeres karrier
Miután Odet-t 1533-ban bíborossá szentelték, és 1541-ben kikerültek nagybátyjuk védőszárnya alól, Gaspard és öccse katonai babérokra tört. Az V. Károly ellen vívott hosszú háborúkban megjárták Luxemburgot, Flandriát és Itáliát. Gaspard de Coligny részt vett az győztes cerisolei csatában 1544-ben, majd a következő évben Claude d’Annebault admirális angolok elleni expedíciójában vett részt. Számos sérülést szerzett, kitűnve bátorságával.
Az 1546-os békekötés után itáliai utazást tett, ahol elsősorban Renáta estei hercegné ferrarai udvarában tartózkodott. I. Ferenc 1547-ben bekövetkezett halála után hazatért. Az év komoly fordulat volt az életében. Az új uralkodó, II. Henrik ismét kegyeibe fogadta Montmorency-t, Coligny pedig a Szent Mihály-rend tagja, a kamara közönséges nemese és a gyalogság parancsnoka (colonel général) lett. Ugyanebben az évben hunyt el a reformációval szimpatizáló édesanyja, és ekkor nősült meg: választottja XVI. Guy, Laval grófjának lánya, Charlotte lett.

## Politikai és katonai küzdelmek II. Henrik idején

Coligny címere

II. Henrik udvarában a Montmorency-családnak komoly vetélytársa akadt a lotaringiai Guise hercegei személyében, amit a király mindenható szeretője, Diane de Poitiers intrikái fűszereztek. Coligny 1548-ban annak az Angliába menesztett követségnek volt a tagja, amely Boulogne visszaadását követelte az ifjú VI. Edwardtól, egyúttal igyekezett elhárítani a Guise-ekkel rokon Stuart Mária skót királynő és az angol király házasságát, mely egyesítette volna a két trónt. A delegáció nem járt sikerrel, így a hazatérő Coligny egy időre jobbnak látta birtokaira visszavonulni, ahol egy szigorú szabályzatot hozott létre a hadsereg számára, mellyel annak morálját kívánta javítani.
Coligny-t 1552-ben hívták vissza, amikor ismét kitört az V. Károly elleni háború. Metz François de Guise által vezetett ostromában nem vehetett részt, de a rentyi győzelemnél jelen volt. Jutalmul 1553-ban admirálissá és Pikárdia kormányzójává nevezték ki. Ilyen minőségben hősiesen védelmezte Saint-Quentin várát a Németalföldről támadó spanyolokkal szemben. Bár a felmentő sereget szétverték, ő is kénytelen volt kapitulálni, kitartása megakadályozta az ellenség mélyebb betörését az országba.

## A vallásháborúkban

### Az első összecsapás
Henrik 1559-es halála után a Guise-ek pártja tett szert döntő befolyásra fia, az ifjú II. Ferenc felett. Coligny jobbnak látta ismét visszavonulni az udvarból, immár a „Vasfejű” Emmanuel-Philibert savoyai herceg jóvoltából grófi rangban. Ebben az időben tért át fivére, Odet bíboros és felesége támogatásával a református hitre. Amikor 1562-ben kitört a vallásháború, fegyvert ragadott Condé hercegének parancsnoksága alatt mint a hugenotta hadak egyik fővezére. Még abban az évben elvesztették a dreux-i csatát François de Guise-zel szemben, viszont az ún. „katolikus triumvirátus” másik két tagját sikerült semlegesíteniük: Jacques d’Albon de Saint-André marsall elesett, Coligny nagybátyja, az idős Montmorency pedig a hugenották fogságába került.
1563-ban Jean de Poltrot de Méré, egy hugenotta kisnemes orvul meggyilkolta az épp Orléans ostromát vezető Guise hercegét. A gyilkosság kitervelésével Coligny-t vádolták meg, és a kínvallatás során Méré őt és Condé hercegét egyaránt megnevezte mint megbízóit. Ellenfelük halála mindazonáltal néhány évre békésebbé tette a légkört, hála a IX. Károly helyett uralkodó Medici Katalin anyakirálynő és a mérsékelt katolikusok, így Montmorency és Michel de L’Hospital kancellár tevékenységének.

### 1567
1567-ben a protestánsok – valószínűleg ismét Condé és Coligny vezetésével – összeesküvést szőttek a király és anyja elfogására. Az ún. meaux-i meglepetés azonban kudarcot vallott, a vezető hugenottáknak menekülniük kellett. Az ismét kitörő háború során Condé és Coligny először Burgundiában, majd La Rochelle-ben keresett menedéket. Az év második felében a pfalzi zsoldosokkal megerősített hugenotta csapatok Párizs környékét pusztították. A kivonuló királyi hadak Saint-Denis-nél ütköztek meg velük. A döntetlenre végződő ütközet után mindkét sereg visszavonult, de a királyi csapatokat vezető Montmorency halálos sebet kapott. Rövid fegyvernyugvást követően már 1568-ban újra kitört a háború.

### Az 1569–1570-es hadjárat
Az 1569. március 13-án a jarnaci csata protestáns vereséggel zárult, még Condé is elesett. A hugenotta hadak fővezére Coligny lett, noha elvben Condé fiával, Henrival osztotta meg a vezetést. Az admirális ekkor kelet felé indult, Limousinba, hogy csapatait egyesítse Wolfgang pfalz-zweibrückeni herceg zsoldosseregével. A châlus-i egyesülést követően június 25-én nem messze, La Roche-l’Abeille mellett legyőzte a később III. Henrikként trónra lépő Anjou hercege vezette királyi csapatokat. Északra vonulva azonban az elmaradt zsoldjuk pótlása érdekében zsákmányt szerezni kívánó zsoldosok rávették, hogy hosszas, eredménytelen ostromba kezdjen Poitiers-nél.
A zsoldosok megbízhatatlansága miatt október 30-án a királyi sereg nagy győzelmet aratott Coligny hadai felett a moncontouri ütközetben, maga a vezér is megsérült. A hugenotta hadak maradékai dél felé vonultak, sikeresen kikerülve Blaise de Monluc és Charles de Montmorency-Damville katolikus erőit, így Coligny egyesíthette erőit Languedoc hugenottáival. 1570-ben a protestánsok ismét átmehettek támadásba: az admirális több katolikus kézen levő várost elfoglalt, így Saint-Étienne-t, majd északra vonult. Arnay-le-Duc mellett győzelmet aratott, és egészen La Charité-sur-Loire városáig jutott. Úgy tűnt, Coligny megállíthatatlanul tör Párizs felé, így IX. Károly engedett. 1570. augusztus 8-án megköttetett a saint-germaini béke.

## Coligny halála

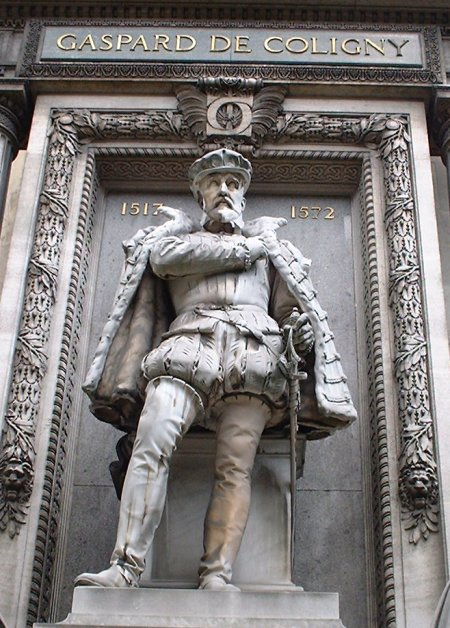
Coligny szobra a Louvre kápolnáján. (Születési dátuma téves)

A békekötés után az admirális megkísérelt visszatérni az udvarba, noha Károly korábban halálra ítéltette, és elkoboztatta vagyonát. 1571-ben jelent meg Párizsban, ahol barátságos fogadtatásban részesült az uralkodó részéről – a katolikus párt azonban nem tűrhette, hogy bármiféle befolyást szerezzen. Coligny így hiába javasolt egy spanyolok elleni támadást a Németalföldön, tervét három alkalommal is elvetették.
1572. augusztus 18-án Coligny jelen volt a két vallási tábor összebékítését szolgáló jeles eseményen, Navarrai Henrik és Valois Margit királyleány menyegzőjén. Augusztus 22-én egy Guise-ekhez tartozó házból rálőttek az admirálisra, aki megsérült. A feltüzelt kedélyek lecsillapítására maga a király látogatott el a betegágyához, igazságtételt ígérve. Ez azonban csak porhintésnek bizonyult, hiszen az udvar döntött a vezető hugenották sorsáról: a királyi hercegek, Navarrai Henrik és Henri de Condé áttérésük fejében megmenekülhettek, de a veszedelmes Coligny-ra halál várt. Az augusztus 23-áról augusztus 24-ére virradó éjszakán – Szent Bertalan éjszakája – a királyi gárda rátört a sebesült admirálisra, és háznépével együtt lemészárolták. Holttestét az utcára hajították, később megcsonkítva a Szajnába vetették, fejét bebalzsamozva Rómába küldték. Az eset hatására Párizs papjai által fanatizált katolikus lakossága az esküvő miatt a városban tartózkodó hugenottákra vetette magát, így Coligny-t 2000 hitsorsosa követte a halálba. Az országszerte tovaterjedő erőszakhullámban további ezrek pusztultak el.

## Hagyatéka
Coligny halálával a hugenotta tábor elvesztette legmarkánsabb vezetőjét. Az elkövetkező néhány évben nem is akadt méltó utódja, de pénz híján a katolikus párt nem intézhetett megsemmisítő csapást a hugenottákra, így az 1570-es évek számos csetepatéja nem hozott végleges eredményt. Végül Navarrai Henrik állt a hugenotta tábor élére, aki később megszerezte az ország trónját is, meghozva a vallási nyugalmat a franciáknak.
1802-ben a Coligny, a jeles hadvezér tiszteletére állították fel a Louvre kápolnáját, mely ma a Rue de Rivoli és a Rue de l’Oratoire sarkán áll, nem messze a múzeumtól. Levelezését 1858-ban adták ki.

## Házassága, utódai
1547-ben vette feleségül Montmuran kastélyában Charlotte de Lavalt, Montfort-sur-Meu és Laval grófjának, XVI. Guy de Lavalnak a lányát. Feleségének nagy szerepe volt abban, hogy az admirális protestánssá vált. Két gyermekük született:
- François (1555–1591), Coligny grófja, a vallásháborúkban a hugenották egyik kapitánya;
- Louise (1555–1620), 1583-tól Orániai Vilmos hollandiai helytartó felesége.